# Ciclocross Ciudad de Valencia
El Ciclocross Ciudad de Valencia es una carrera ciclista de ciclocrós española que se disputa en la localidad de Valencia, a mediados del mes de diciembre.
Se creó en 2003 en la categoría C3 (última categoría del profesionalismo) aunque desde su segunda edición pasó a ser amateur. Ya desde el 2007 volvió al profesionalismo en la categoría C2 (igualmente última categoría del profesionalismo).  En 2014 estuvo a punto de perder su categoría profesional pero finalmente la mantuvo. Al igual que en la mayoría de pruebas de ciclocrós se disputan pruebas para diferentes categorías destacando el hecho de que la femenina subió al profesionalismo en el 2015, al igual que la prueba masculina dentro de la categoría C2 (última categoría del profesionalismo).
Está organizada por la Fundación Deportiva Municipal-Valencia y la P. C. Campanar.

## Palmarés

### Masculino
En amarillo: edición amateur.
| Año  | Ganador              | Segundo                  | Tercero                  |
| ---- | -------------------- | ------------------------ | ------------------------ |
| 2003 | Francisco Pla        | José Antonio Donet       | Antonio Suárez           |
| 2004 | Santiago Armero      | Sergio Mantecón          | Sergio Calatayud         |
| 2005 | Santiago Armero      | José Antonio Donet       | Adriá Tous               |
| 2006 | Isaac Suárez         | Santiago Armero          | Francesc Carnicer        |
| 2007 | Unai Yus             | David Seco               | Santiago Armero          |
| 2008 | Isaac Suárez         | Unai Yus                 | Óscar Vázquez            |
| 2009 | José Antonio Hermida | Óscar Vázquez            | Isaac Suárez             |
| 2010 | Tom Van den Bosch    | Unai Yus                 | Dani Guerrero            |
| 2011 | José Antonio Hermida | Óscar Vázquez            | Isaac Suárez             |
| 2012 | Aitor Hernández      | Javier Ruiz de Larrinaga | Isaac Suárez             |
| 2013 | Aitor Hernández      | Javier Ruiz de Larrinaga | Jonathan Lastra          |
| 2014 | Aitor Hernández      | Felipe Orts              | Javier Ruiz de Larrinaga |
| 2015 | Felipe Orts          | Javier Ruiz de Larrinaga | Óscar Pujol              |
| 2016 | No se disputó        |                          |                          |
| 2017 | Felipe Orts          | Wietse Bosmans           | Aitor Hernández          |
| 2018 | No se disputó        |                          |                          |
| 2019 | Felipe Orts          | Kevin Suárez             | Clément Russo            |
| 2020 | Felipe Orts          | Kevin Suárez             | Matteo Vercher           |
| 2021 | Felipe Orts          | Gonzalo Inguanzo         | Adrián Aranda Sanchís    |
| 2022 | Gonzalo Inguanzo     | Clément Venturini        | Alain Suárez             |

### Femenino
Solo ediciones profesionales.
| Año  | Ganadora       | Segunda             | Tercera            |
| ---- | -------------- | ------------------- | ------------------ |
| 2015 | Aida Nuño      | Lucía González      | Alba Teruel        |
| 2016 | No se disputó  |                     |                    |
| 2017 | Lucía González | Alicia González     | Aida Nuño          |
| 2018 | No se disputó  |                     |                    |
| 2019 | Lucía González | Aida Nuño           | Lucía Gómez Andreu |
| 2020 | Lucía González | Aida Nuño           | Olivia Onesti      |
| 2021 | Lucía González | Karen Verhestraeten | Aida Nuño          |
| 2022 | Lucía González | Sofía Rodríguez     | Alba Teruel        |

## Palmarés por países
| País    | Victorias |
| ------- | --------- |
| España  | 17        |
| Bélgica | 1         |

| País   | Victorias |
| ------ | --------- |
| España | 6         |